# كاميرون جاكوبس
كاميرون جاكوبس (بالإنجليزية: Cameron Jacobs)‏ هو لاعب اتحاد الرغبي جنوب أفريقي، ولد في 31 أكتوبر 1989 في بورت إليزابيث في جنوب أفريقيا.

## وصلات خارجية
- كاميرون جاكوبس على موقع ItsRugby.co.uk (الإنجليزية)